# Julie Walters
Julia Mary "Julie" Walters, CBE (sinh ngày 22 tháng 2 năm 1950) là một nữ diễn viên kiêm nhà văn người Anh. Bà đã đoạt hai giải BAFTA, bốn giải BAFTA truyền hình và nhận một giải BAFTA Fellowship năm 2014.
Walters bắt đầu nổi tiếng trước công chúng với vai diễn chính trong Educating Rita. Đó là vai diễn bà thực hiện trên sân khấu West End, qua đó giúp bà nhận được một đề cử Giải Oscar cho nữ diễn viên chính xuất sắc nhất. Vai diễn trên cũng mang lại cho bà một giải BAFTA và một giải Quả cầu vàng. Sau đó bà tiếp tục nhận được đề cử Oscar lần thứ hai, lần này cho hạng mục Nữ diễn viên phụ với vai diễn trong bộ phim năm 2000 Billy Elliot. Bà cũng xuất hiện trong nhiều bộ phim khác như Personal Services (1987), Prick Up Your Ears (1987), Buster (1988), Stepping Out (1991), Calendar Girls (2003) và Mamma Mia! (2008).
Nổi tiếng nhất có lẽ là vai diễn Molly Weasley trong bảy trên tám phần của loạt phim đình đám Harry Potter (2001-2011). Ngoài ra bà còn giành một giải Olivier cho Nữ chính xuất sắc nhất trong việc sản xuất bộ phim năm 2001 All My Sons.